# Sarah Michelle Gellar

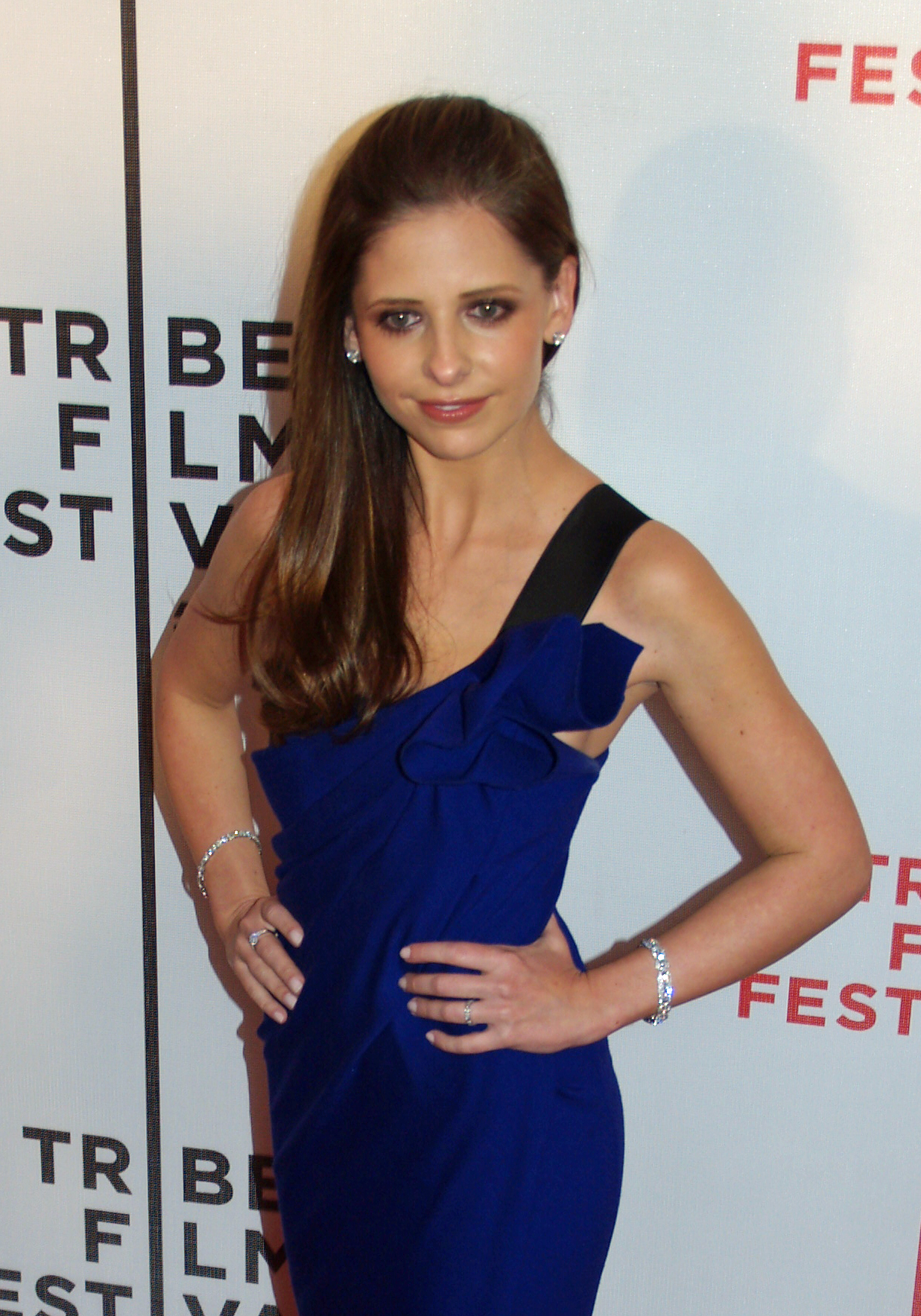
Sarah Michelle Gellar

Sarah Michelle Gellar (n. 14 aprilie 1977, New York City, New York, SUA) este o actriță americană. Este cunoscută pentru rolurile jucate în serialul Buffy, spaima vampirilor și filmele I Know What You Did Last Summer, Cruel Intentions, The Grudge și Veronika Decides To Die.

## Filmografie
| Anul | Titlu                               | Rol                 |
| ---- | ----------------------------------- | ------------------- |
| 1983 | An Invasion of Privacy              | Jennifer Bianchi    |
| 1984 | Dincolo de podul Brooklyn           | Phil's daughter     |
| 1988 | Funny Farm                          | Elizabeth's student |
| 1989 | High Stakes                         | Karen Rose          |
| 1997 | Beverly Hills Family Robinson       | Jane Robinson       |
| 1997 | I Know What You Did Last Summer     | Helen Shivers       |
| 1997 | Scream 2                            | Casey "Cici" Cooper |
| 1998 | Small Soldiers                      | Gwendy Doll         |
| 1999 | She's All That                      | fata din cafetería  |
| 1999 | Simply Irresistible                 | Amanda Shelton      |
| 1999 | Tentația seducției                  | Kathryn Merteuil    |
| 2001 | Harvard Man                         | Cindy Bandolini     |
| 2004 | Scooby-Doo 2: Monsters Unleashed    | Daphne Blake        |
| 2004 | Grudge 1, TheThe Grudge             | Karen Davis         |
| 2006 | Southland Tales                     | Krysta Now          |
| 2006 | Grudge 2, TheThe Grudge 2           | Karen Davis         |
| 2006 | Return, TheThe Return               | Joanna Mills        |
| 2006 | Happily N'Ever After                | Ella                |
| 2007 | TMNT                                | April O'Neil        |
| 2007 | Suburban Girl                       | Brett Eisenberg     |
| 2008 | Air I Breathe, TheThe Air I Breathe | Sorrow              |
| 2009 | Possession                          | Jessica             |
| 2009 | Veronika Decides to Die             | Veronika            |